# Lhagba Pool
Der Lhagba Pool (oder Lhakpa Pool) in Tibet galt mit einer angegebenen Höhe von 6368 m als der höchstgelegene See der Erde. 
Er befand sich am Rande des Östlichen Rongpugletschers rund 10 km nordöstlich vom Gipfel des Mount Everest und unterhalb des Lhakpa Ri (7045 m). Der See ist heute nicht mehr vorhanden.
Es ist allerdings sehr zweifelhaft, ob es sich dabei wirklich um einen See handelte oder nicht nur um einen Schmelzwasserpool des Gletschers. Die „Entdeckung“ fußt auf der National Geographic Map of Mount Everest von 1999. Ebenso ist sein Name wohl nur den angrenzenden Ortsnamen zu verdanken, dem Pass Lhakpa La und dem Gipfel Lhakpa Ri, dementsprechend könnte der Rekord ebenso von dem noch höherliegenden, namenlosen Kratersee des Ojos del Salado gehalten werden.